# Баптистська церква на Оксфорд-терас
Баптистська церква на Оксфорд-терас (англ. Oxford Terrace Baptist Church) була розташована в міському центрі Крайстчерча, Нова Зеландія. Фасад церкви був звернений до річки Ейвон, що протікає неподалік. Основна будівля церкви отримала серйозні пошкодження в результаті землетрусу 2010 року і остаточно зруйнувалася в результаті повторного поштовху в лютому 2011 року. Будівля церкви була включена в список культурної спадщини (категорія II) під захистом Фонду з охорони історичних місць Нової Зеландії.

## Історія
Баптистська церква Крайстчерча була заснована в 1863 році 19-ю переселенцями з Англії. Децімус Доламор (англ. Decimus Dolamore), який зіграв важливу роль в становленні баптизму в Новій Зеландії, був першим головою цієї церкви. Перші збори конгрегації було проведено в міській ратуші на Хай-стріт (англ. High Street). У 1864 році була побудована церква на Личфилд-стріт (англ. Lichfield Street). У 1867 році конгрегація розділилася, але в 1870 році знову об'єдналася, і побудувала церкву на Херефорд-стріт (англ. Hereford Street). Потім віруючі вирішили побудувати більш просторе приміщення, і за тисячу триста двадцять п'ять фунтів стерлінгів викупили ділянку землі на розі Оксфорд-терас (англ. Oxford Terrace) і Мадрас-стріт (англ. Madras Street), неподалік від річки Ейвон.
На конкурсі проектів переміг місцевий архітектор, Едвард Дж. Саундерс (англ. Edward J. Saunders). Однак громада вирішила, що загальні витрати на проект будуть занадто великі. В якості тимчасового заходу на нове місце була перевезена церква з Херефорд-стріт. У 1879 році ця церква була зібрана на возі і протягом вихідних знаходилася біля кафедрального собору Крайстчерча, чим дуже потішила місцеву публіку. Через три тижні після прибуття на нове місце будівля церкви постраждала під час пожежі, але кілька місяців потому її знову було відкрито для віруючих. Стара будівля церкви використовувалася до 1903 року, коли вона в черговий раз постраждало під час пожежі.
У серпні 1881 був оголошений тендер на будівництво церкви, але пропоновані ціни були дуже високі, вони коливалися від 3956 до 5337 фунтів стерлінгів. У вересні 1881 року було прийнято пропозицію компанії Morey and McHale за найнижчою із запропонованих цін. Компанії була виділена квота в 3130 фунтів стерлінгів. 14 жовтня 1881 року преподобний Далластон (англ. Rev. C. Dallaston) заклав перший камінь в підставу нової будівлі церкви, а 9 липня 1882 року його відкрилася для відвідувачів. На той момент вона була найбільшою баптистської церквою в Новій Зеландії. У 1915 році з Англії був привезений і встановлений орган.
Основної будівлі церкви було завдано значної шкоди в результаті землетрусу 4 вересня 2010. В результаті повторного сейсмічного поштовху 22 лютого 2011 року будинок обвалилося. Знесення будівлі почалося в кінці червня 2011 року, після того як будинок одержав чергові ушкодження в результаті землетрусу 13 червня.

Але там, де стояла церква, з приводу річниці лютневого землетрусу було організовано художня інсталяція Петера Мадженді (англ. Peter Majendie) під назвою «185 порожніх крісел».
…що відображає втрату життів, засобів до існування і можливості проживання в нашому місті.
В інсталяції були використані 185 білих крісел різної форми, які символізують людей, що загинули під час землетрусу.

## Об'єкт культурної спадщини
10 вересня 2004 року баптистська церква на Оксфорд-терас була включена в список культурної спадщини у складі Фонду з охорони історичних місць Нової Зеландії за номером 1853 як історичне місце другої категорії. Церква отримала визнання за свій архітектурний неокласичний стиль, який є незвичайним для Крайстчерча. На той момент фасад церкви був останнім зі збережених храмових фасадів в Новій Зеландії.
Петер Бек, настоятель кафедрального собору Крайстчерча, назвав баптистську церкву на Оксфорд-терас однією зі «знакових церков міста».